# Turdus nigrescens
El mirlo negruzco (Turdus nigrescens) es una especie de ave paseriforme de la familia Turdidae, originaria de América Central.

## Distribución y hábitat
Es endémico de las tierras altas de Costa Rica y el oeste de Panamá. Es común en las cordilleras Volcánica Central y de Talamanca. Es un ave abundante en áreas abiertas y el borde de bosques de roble, normalmente por encima de 2200 m de altitud, está clasificado como de preocupación menor por la IUCN.

## Descripción

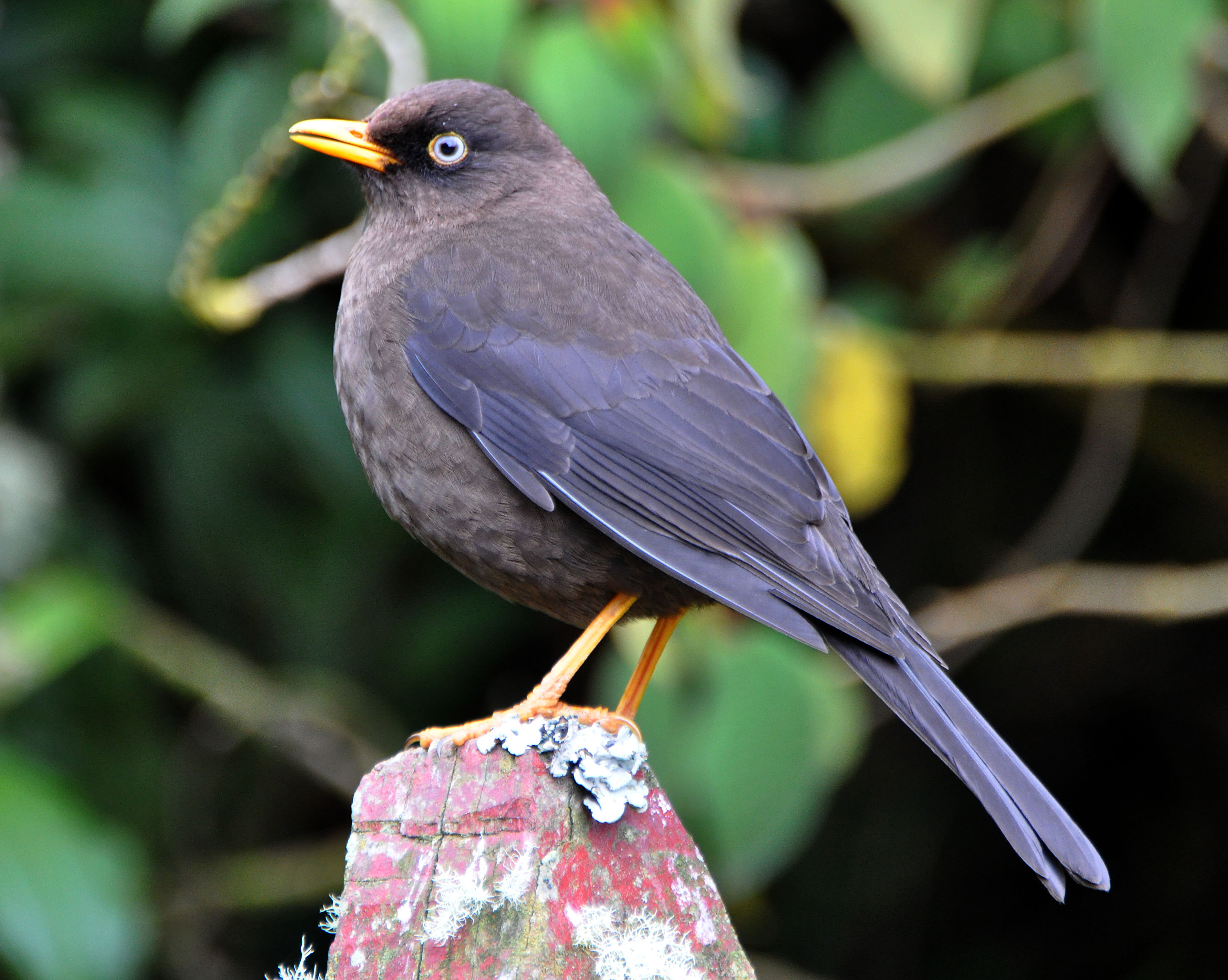
Mirlo negruzco en paraíso Quetzal, Costa Rica

Mide de 24 a 25.5 cm de largo y pesa 96 gramos en promedio. El macho adulto es de color marrón-ennegrecido con las alas y la cola negras, y un área de color negro entre el pico anaranjado y los ojos. Las patas y anillo ocular desnudo son de color naranja y el iris es de color gris pálido. La hembra es similar pero más marrón y un poco más pálida, y tiene las partes desnudas de amarillo-anaranjado. Las aves jóvenes se parece a la hembra adulta, pero tiene rayas beige o naranja en la cabeza, el dorso oscuro y manchas en las partes inferiores.

## Comportamiento
Se comporta como otras especies del género Turdus, tales como el robín americano. Forrajean en el suelo solos, o en parejas, avanzando en saltos y carreras con paradas frecuentes, escarbando la hojarasca en busca de insectos y arañas, también se alimenta de frutos pequeños, sobre todo Ericaceae y Solanum.
Construye un nido bordeado de hierba en un árbol, a 2-8 m por encima del suelo, y la hembra pone dos huevos de color azul verdoso entre marzo y mayo.